# Aino Kallunki
Aino Kallunki est une biathlète finlandaise active dans les années 1980.
Aino Kallunki est une pionnière du biathlon féminin, dont le meilleur résultat est une troisième place au classement général de la première édition de la Coupe d'Europe en 1983 derrière Gry Østvik et Siv Bråten. Elle compte trois podiums en Coupe d'Europe (ancêtre de la coupe du monde) au cours de sa carrière. Son meilleur classement aux championnats du monde est une dixième place sur l'individuel en 1987. Kallunki a obtenu quatre titres de championne de Finlande entre 1983 et 1988 (deux sur l'individuel et deux en sprint).